# دی‌وی دلو

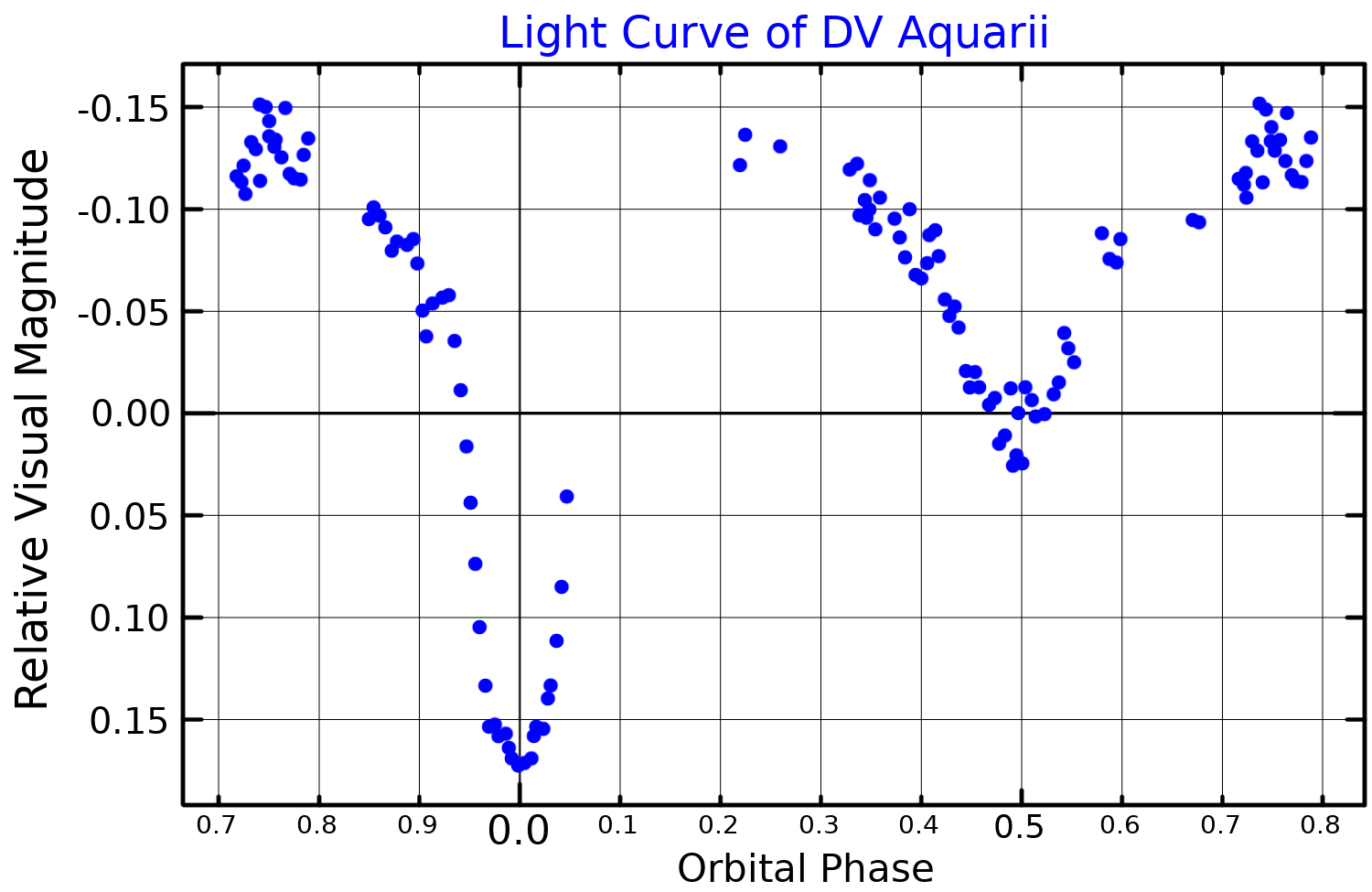
منحنی نور باند V ستارهٔ «دی‌وی دلو»، اقتباس از Okazaki و همکاران - ۱۹۸۵

دی‌وی دلو یک ستاره است که در صورت فلکی دلو قرار دارد.